# 베르니오
베르니오(이탈리아어: Vernio)는 이탈리아 토스카나주 프라토도에 위치한 코무네로 면적은 63.3km2, 높이는 278m, 인구는 6,118명(2014년 1월 1일 기준), 인구 밀도는 97명/km2이다. 피렌체에서 북서쪽으로 약 30km, 프라토에서 북쪽으로 약 20km 정도 떨어진 곳에 위치한다.

## 인구
| 연도 | 인구  | ±%     |
| ---- | ----- | ------ |
| 1861 | 4,361 | —      |
| 1871 | 4,547 | +4.3%  |
| 1881 | 4,741 | +4.3%  |
| 1901 | 4,098 | −13.6% |
| 1911 | 7,202 | +75.7% |
| 1921 | 8,489 | +17.9% |
| 1931 | 8,963 | +5.6%  |
| 1936 | 7,853 | −12.4% |

| 연도 | 인구  | ±%     |
| ---- | ----- | ------ |
| 1951 | 7,871 | +0.2%  |
| 1961 | 7,469 | −5.1%  |
| 1971 | 6,339 | −15.1% |
| 1981 | 5,685 | −10.3% |
| 1991 | 5,464 | −3.9%  |
| 2001 | 5,535 | +1.3%  |
| 2011 | 6,012 | +8.6%  |
| 2021 | 6,066 | +0.9%  |

## 자매 도시
- 프랑스 스노느
- 독일 예팅겐
- 벨기에 마칭